# خلیفه (سنقر)
خلیفه یک روستا در ایران است که در شهرستان سنقر استان کرمانشاه واقع شده‌است.

## جمعیت
این روستا در دهستان سطر قرار دارد و براساس سرشماری مرکز آمار ایران در سال ۱۳۸۵، جمعیت آن ۸۵ نفر (۲۵ خانوار) بوده‌است.